# 島根県第3区
島根県第3区（しまねけんだい3く）は、第41回衆議院議員総選挙時に存在した日本における衆議院の小選挙区。2002年の公職選挙法改正による小選挙区再編によって島根県第2区の一部になった。

## 区域
2002年（平成14年）公職選挙法改正により廃止。小選挙区の区割変更に伴い、全域は2区に移行された。
1994年（平成6年）公職選挙法改正から2002年の小選挙区改定までの区域は以下のとおりである。
- 浜田市
- 益田市
- 大田市
- 江津市
- 邇摩郡
- 邑智郡
- 那賀郡
- 美濃郡
- 鹿足郡

## 小選挙区選出議員
| 選挙名                 | 年     | 当選者   | 党派       |
| ---------------------- | ------ | -------- | ---------- |
| 第41回衆議院議員総選挙 | 1996年 | 亀井久興 | 自由民主党 |
| 第42回衆議院議員総選挙 | 2000年 | 亀井久興 | 自由民主党 |

## 選挙結果
時の内閣：第1次森内閣 解散日：2000年6月2日 公示日：2000年6月13日 （全国投票率：62.49%（2.84%））
| 当落 | 候補者名   | 年齢 | 所属党派   | 新旧 | 得票数   | 得票率 | 惜敗率 | 推薦・支持 | 重複 |
| ---- | ---------- | ---- | ---------- | ---- | -------- | ------ | ------ | ---------- | ---- |
| 当   | 亀井久興   | 60   | 自由民主党 | 前   | 93,371票 | 66.12% | ――     |            | ○    |
|      | 出島千鶴子 | 56   | 社会民主党 | 新   | 37,120票 | 26.29% | 39.76% |            | ○    |
|      | 平田守     | 50   | 日本共産党 | 新   | 10,720票 | 7.59%  | 11.48% |            |      |

- 亀井は第43回衆議院議員総選挙では比例中国ブロックの単独立候補だったが、自民党離党後の第44回衆議院議員総選挙は島根県第2区から立候補している。

時の内閣：第1次橋本内閣 解散日：1996年9月27日 公示日：1996年10月8日 （全国投票率：59.65%（8.11%））
| 当落 | 候補者名   | 年齢 | 所属党派   | 新旧 | 得票数   | 得票率 | 惜敗率 | 推薦・支持 | 重複 |
| ---- | ---------- | ---- | ---------- | ---- | -------- | ------ | ------ | ---------- | ---- |
| 当   | 亀井久興   | 56   | 自由民主党 | 元   | 82,526票 | 58.17% | ――     |            | ○    |
|      | 大橋弘昌   | 30   | 新進党     | 新   | 30,313票 | 21.37% | 36.73% |            |      |
|      | 出島千鶴子 | 52   | 社会民主党 | 新   | 19,399票 | 13.67% | 23.51% |            | ○    |
|      | 平田守     | 46   | 日本共産党 | 新   | 9,641票  | 6.80%  | 11.68% |            |      |